# Toptal
Toptal 是一家全球遠端工作公司，提供自由工作者平臺，將企業與軟體工程師、設計師、財務專家、產品經理和專案經理連接起來。

## 歷史
Taso Du Val和Breanden Beneschott於2010年創立了這家公司。Du Val 之前是 Fotolog 和 Slide.com 的工程師， 當時 Beneschott 是普林斯頓大學的本科生。 這個名字代表「頂尖人才」，最初是一家沒有專門辦公室的虛擬公司。當 Beneschott 從普林斯頓大學畢業時，Toptal 的收入已超過 100 萬美元。 聯合創辦人搬到了匈牙利的布達佩斯，以接觸就業選擇少於美國的軟體開發人員。

## 人才搜尋與成長
該公司開發了個性、語言和技能測試來遠端篩選工程求職者，並接受了數千名每月申請者中的前 3%人才。
該公司將業務與其網絡中的開發人員進行媒合，並為每項工作的條款提供仲介服務。 2015 年，業務擴展到包括設計領域的自由接案。 2016 年，收購自由職業者平台 Skillbridge，該平台為接案會計師、統計學家和顧問提供市場研究、財務建模和盡職調查。 2017 年，該公司推出了專門針對汽車行業的軟體工程師和設計師的縱向分工。 於 2018 年 2 月還為區塊鏈工程師推出了縱向領域。

## 資金
Toptal 接受了來自 Andreessen Horowitz 和包括 Quora 創始人亞當·安捷羅在內的天使投資人的 140 萬美元種子輪融資。 據說該公司自種子輪融資以來沒有籌募到額外的資金，因為一直在盈利。 2015年和2016年，Toptal的年收入分別為8000萬美元和1億美元。

## 外部連結
- 官方网站